# Náutica

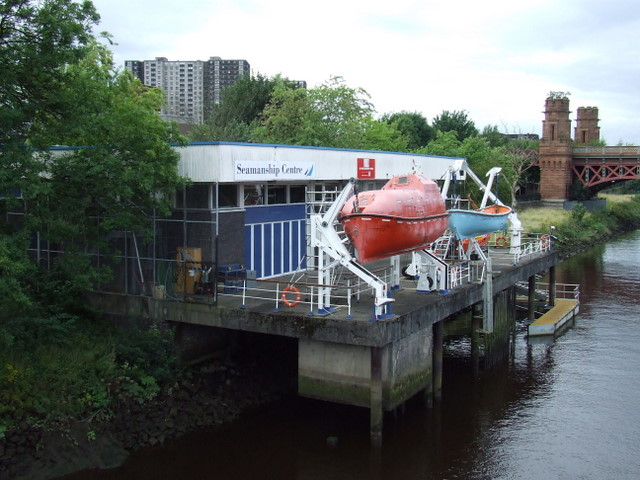
Um exemplo de um estabelecimento de treinamento náutico no Glasgow College of Nautical Studies no Reino Unido

Náutica é a arte, competência e conhecimento de operar um navio, barco ou outra embarcação na água. O Oxford Dictionary afirma que marinharia é "A habilidade, técnica ou prática de manusear um navio ou barco no mar." O nome está ligado à palavra "nau", sinônimo de "navio".
Envolve tópicos e desenvolvimento de habilidades especializadas, incluindo navegação e direito marítimo internacional e conhecimento regulatório; clima, meteorologia e previsão; serviço de vigia; manuseio de navios e pequenas embarcações; operação de equipamentos de convés, âncoras e cabos; trabalho com cordas e linhas; comunicações; navegação; motores; execução de evoluções como reboque; equipamentos de movimentação de carga, cargas perigosas e armazenamento de carga; lidar com emergências; sobrevivência no mar e busca e salvamento; e combate a incêndio.
O grau de conhecimento necessário nessas áreas depende da natureza do trabalho e do tipo de embarcação empregada pelo marinheiro.

## Conhecimento do navio, estabilidade do navio e operações de carga

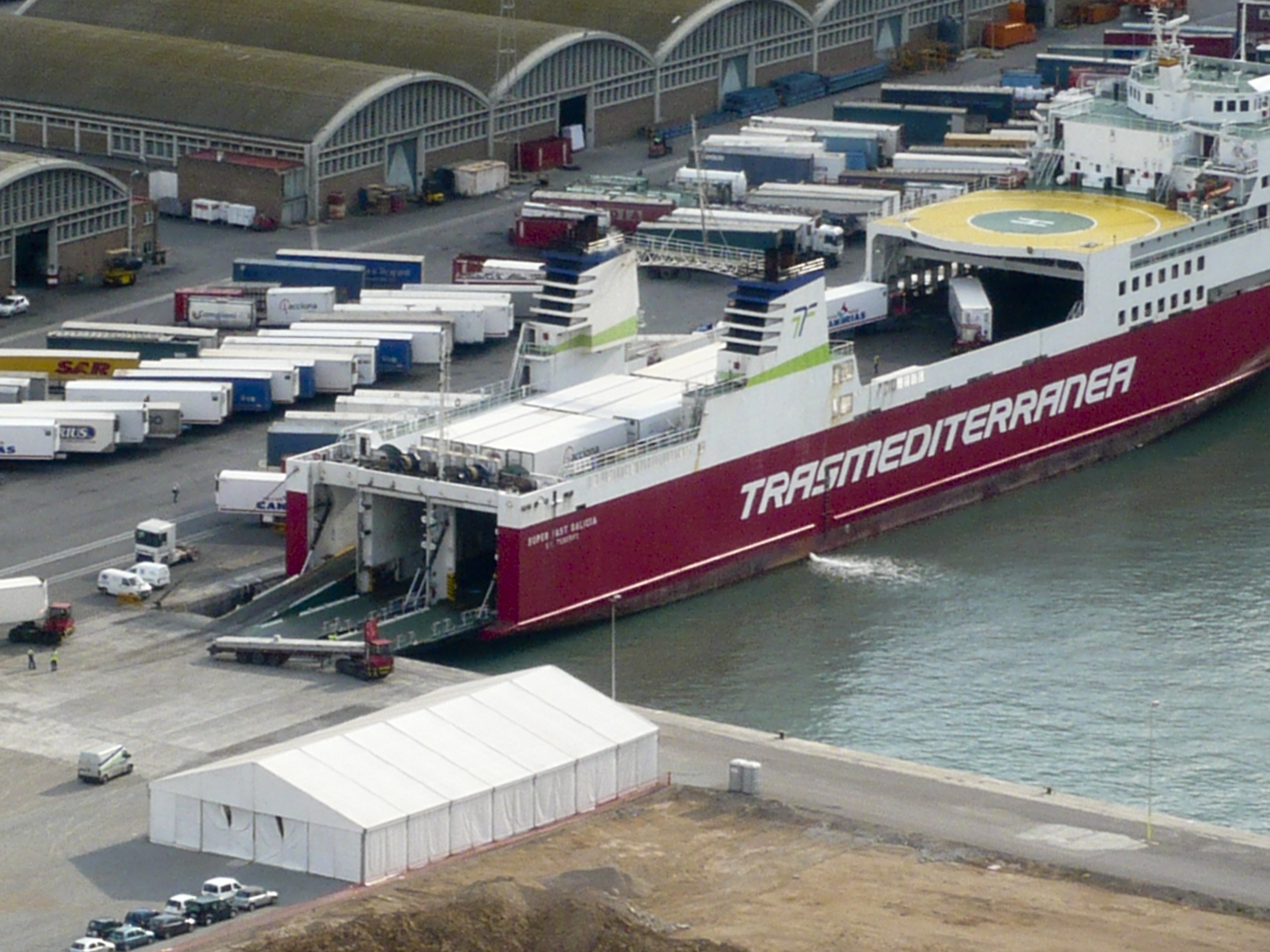
A marinharia envolve carregar a carga, calcular seu efeito na estabilidade do navio e garantir que ela esteja corretamente arrumada e presa, como neste porta-carros

A náutica em nível comercial envolve o conhecimento de todos os diferentes tipos de navios (como graneleiros, navios porta-contêineres, petroleiros, navios de cruzeiro, navios de abastecimento de plataforma e outros), incluindo um conhecimento básico de reconhecimento de navios, uma compreensão básica de termos náuticos, estrutura do navio e arquitetura naval e operações de carga, específicas para o navio em que o marítimo está trabalhando. Alguns tipos de navios terão equipamentos e ferramentas de carga especializados; por exemplo, um graneleiro pode ter guindastes de pórtico ou garras para carga ou um navio porta-contêineres pode ter amarrações de contêineres. As cargas devem ser devidamente arrumadas e presas para evitar deslocamentos no mar. Os petroleiros e transportadores de gás podem ser um tanto complexos devido à natureza perigosa de suas cargas e, portanto, um maior grau de marinharia pode ser necessário para alguns tipos de embarcações em comparação com outros.
A marinharia envolve prestar muita atenção à estabilidade do navio em todos os momentos. Isso envolve o cálculo do navio e os efeitos de sua carga em vários estágios da viagem (na partida, no mar e na chegada ao porto) para permitir uma passagem segura e evitar o naufrágio (quando um navio vira de lado ou fica de cabeça para baixo). Isso inclui familiaridade e aplicação da Convenção da Linha de Carga, onde um navio só pode ser carregado com segurança até suas marcações para garantir estabilidade residual para as prováveis condições climáticas. Os marítimos devem inspecionar regularmente seu navio e garantir que o casco esteja em boas condições para a navegação.
As habilidades náuticas aplicam-se ao uso seguro de diferentes tipos de equipamentos de elevação, seja para operações de carga ou para transportar suprimentos, suprimentos e provisões. Estes exemplos incluem torres de perfuração, acordos de compra da União, guindastes de meia nau ou de popa, equipamentos de elevação pesada, amarração de outras pernas de apoio, etc. Isso deve incluir conhecimento de cálculos de tensões e efeitos na estabilidade.